# Rosevears
Rosevears är en ort i Australien. Den ligger i kommunen West Tamar och delstaten Tasmanien, i den sydöstra delen av landet, omkring 170 kilometer norr om delstatshuvudstaden Hobart.
Runt Rosevears är det ganska tätbefolkat, med 96 invånare per kvadratkilometer.. Närmaste större samhälle är Launceston, omkring 18 kilometer sydost om Rosevears. 
I omgivningarna runt Rosevears växer i huvudsak städsegrön lövskog. Genomsnittlig årsnederbörd är 1 078 millimeter. Den regnigaste månaden är augusti, med i genomsnitt 150 mm nederbörd, och den torraste är januari, med 35 mm nederbörd.